# Atheliales
Atheliaceae é uma família de fungos da ordem monotípica Atheliales. Tanto a ordem como a família foram descritas por Walter Jülich em 1981. Segundo uma estimativa de 2008, esta família contém 22 géneros e 106 espécies. Porém, muitos géneros antes considerados como fazendo parte de Atheliaceae, foram reclassificados em outras famílias, incluindo Amylocorticiaceae, Albatrellaceae, e Hygrophoraceae.

## Géneros
- Amphinema
- Athelia
- Athelicium
- Athelocystis (?)
- Butlerelfia
- Byssocorticium
- Digitatispora
- Elaphocephala
- Fibulomyces
- Fibulorhizoctonia
- Hypochnella
- Lobulicium
- Lyoathelia
- Melzericium
- Mycostigma
- Piloderma
- Pteridomyces
- Taeniospora
- Tylospora